# Alfredo González
Alfredo González (Bolívar, 11 de novembro de 1915 — Rio de Janeiro, 18 de julho de 1992) foi um treinador e ex-futebolista argentino, que atuou como meia-direita.

## Biografia

### Carreira como jogador
Como jogador, estreou no futebol em 1932, quando foi contratado pelo Talleres de Remedios de Escalada, após vencer a Copa Presidente de la Nación (competição entre ligas regionais) pela Seleção de Bolívar em 1931. Atuou poucas vezes em seus dois anos iniciais no clube, marcando seus primeiros gols em 1934.
Em 1936, González foi contratado pelo Boca Juniors, clube do qual vestiu a camisa em 83 partidas e permaneceu até 1938, quando teve o passe vendido a um clube francês. Porém, o navio que o levava parou no Rio de Janeiro e o jogador recebeu um convite para defender o Flamengo em amistoso diante do Atlético Mineiro. González marcou dois gols na partida e assinou contrato com o clube. No ano seguinte, conquistou o título do Campeonato Carioca. Retornou ao Boca Juniors em 1940 para atuar em somente dois jogos.
Após breve período em seu país natal, González voltou  no mesmo ano ao Brasil, onde vestiu a camisa de Vasco da Gama. Em 1942, foi contratado pelo Botafogo, pelo qual permaneceu até a década de 1970 como o estrangeiro com mais gols pelo clube, quando foi superado por seu compatriota Rodolfo Fischer.
No início de 1943, foi contratado pelo Palmeiras, pelo qual faturou o Campeonato Paulista e encerrou a carreira de jogador em 1946.

### Carreira como treinador
Como treinador, conquistou o título do Campeonato Gaúcho de 1950 pelo Internacional. No ano seguinte, foi para o rival Grêmio.
Em 1957, encerrou um jejum de dez anos sem títulos estaduais do Santa Cruz, ao sagrar-se campeão do Campeonato Pernambucano, título que obteve novamente em 1963 pelo Náutico. Em 1966, foi campeão carioca pelo Bangu.
Seu último grande momento como treinador ocorreu em 1968, quando foi vice-campeão da Copa Libertadores da América pelo Palmeiras.

## Títulos

### Como jogador
Flamengo
- Campeonato Carioca: 1939

Boca Juniors
- Campeonato Argentino: 1940

Vasco da Gama
- Torneio Início do Rio de Janeiro: 1942

Botafogo
- Troféu São Paulo FC: 1942

Palmeiras
- Taça Nossa Senhora das Dores: 1943
- Campeonato Paulista: 1944
- Taça Choque Rei: 1944
- Taça Cidade de São Paulo: 1945 e 1946

### Como treinador
Internacional
- Campeonato Gaúcho: 1950

Santa Cruz
- Campeonato Pernambucano: 1957

Náutico
- Campeonato Pernambucano: 1963

Bangu
- Campeonato Carioca: 1966

## Campanhas de destaque

### Como treinador
Grêmio
- Torneio Triangular de Porto Alegre: 1951 (vice-campeão)

Sporting
- Taça de Portugal: 1959–60 (vice-campeão)

Palmeiras
- Copa Libertadores da América: 1968 (vice-campeão)

## Estatísticas

### Como jogador
| Anos           | Clubes               | J  | V  | E  | D  | GM |
| -------------- | -------------------- | -- | -- | -- | -- | -- |
| 1932–1936      | Talleres (RE)        | 56 |    |    |    | 16 |
| 1934           | Unión Talleres–Lanús | 14 |    |    |    | 2  |
| 1936–1938 1940 | Boca Juniors         | 83 | 45 | 16 | 22 | 44 |
| 1938–1939      | Flamengo             | 45 |    |    |    | 31 |
| 1940–1942      | Vasco da Gama        |    |    |    |    |    |
| 1942–1943      | Botafogo             |    |    |    |    |    |
| 1943–1946      | Palmeiras            | 69 | 42 | 17 | 10 | 15 |

### Como treinador
| Anos           | Clubes                 | J  | V  | E | D | GP | GC | SG | %      |
| -------------- | ---------------------- | -- | -- | - | - | -- | -- | -- | ------ |
| 1950           | Internacional          |    |    |   |   |    |    |    |        |
| 1951           | Grêmio                 |    |    |   |   |    |    |    |        |
| 1957–1958      | Santa Cruz             |    |    |   |   |    |    |    |        |
| 1960–1961      | Sporting               | 33 | 22 | 4 | 7 |    |    |    |        |
| 1962–1964      | Náutico                |    |    |   |   |    |    |    |        |
| 1966 1969 1977 | Bangu                  |    |    |   |   |    |    |    |        |
| 1966           | Guarani                |    |    |   |   |    |    |    |        |
| 1967           | Fluminense             | 17 | 9  | 1 | 7 | 30 | 16 | 14 | 54,90% |
| 1968           | Palmeiras              | 14 | 6  | 1 | 7 |    |    |    | 45,2%  |
| 1971           | Sport                  |    |    |   |   |    |    |    |        |
| 1974           | Sampaio Corrêa         |    |    |   |   |    |    |    |        |
| 1975–1976      | Desportiva Ferroviária |    |    |   |   |    |    |    |        |
| 1977–1978      | Vitória                |    |    |   |   |    |    |    |        |
| 1978           | Volta Redonda          |    |    |   |   |    |    |    |        |